# Templo de Mendut

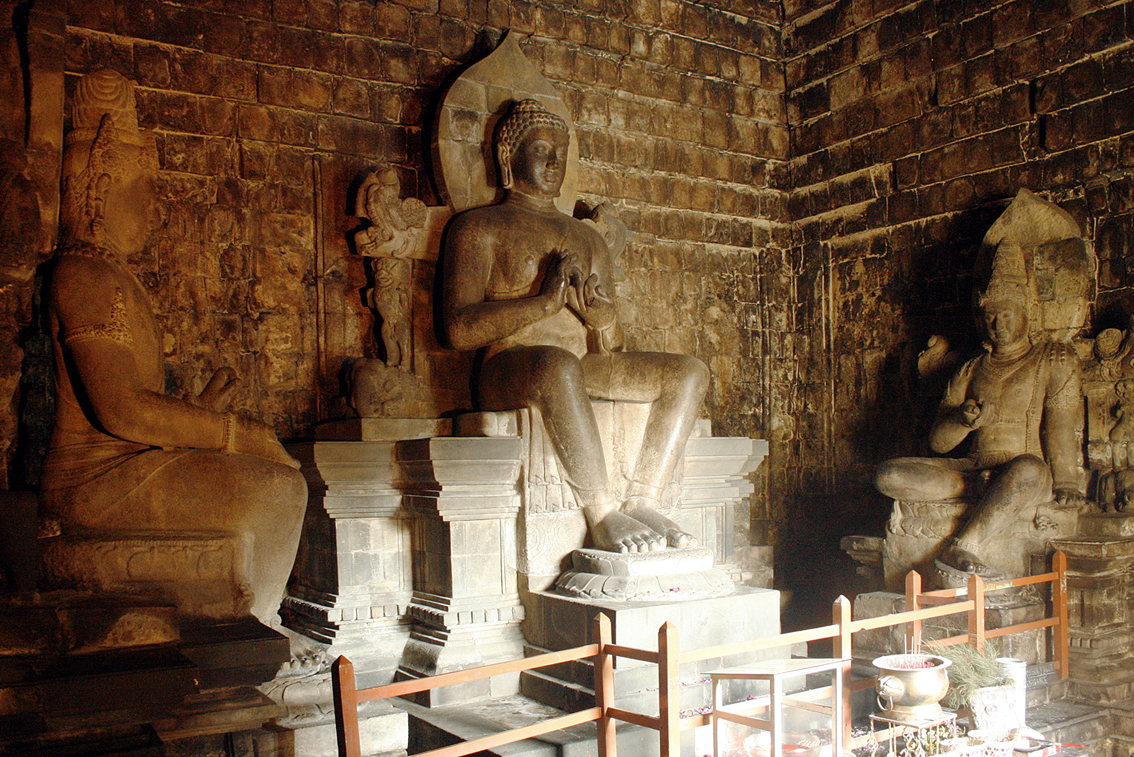
Estatuas en la cámara principal del templo.

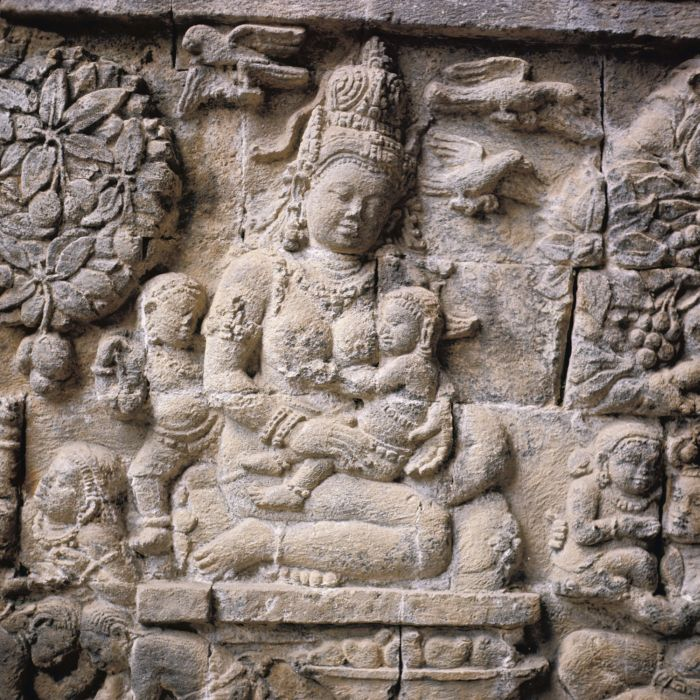
Bajorrelieve de Hariti en Mendut.

El Templo de Mendut (en indonesio: Candi Mendut) es un templo budista mahāyāna situado en la aldea homónima, en la isla de Java (Indonesia), en el kabupaten de Magelang, en Java Central. Construido a principios del siglo IX, forma parte del llamado Conjunto de Borobudur, inscrito desde 1991 en la lista del Patrimonio Mundial de la UNESCO, junto con los templos vecinos de Borobudur y de Pawon.
Los tres templos están alineados en dirección este-oeste en una línea recta de cerca de tres kilómetros. Mendut se encuentra en el extremo oriental de esa línea, Borobudur en el extremo occidental y Pawon aproximadamente en medio. Los templos están relacionados entre ellos en términos religiosos, pero se desconoce cuál es exactamente el proceso ritual de esa relación.

## Historia
Mendut es el templo más antiguo del conjunto. La inscripción de Karangtengah, de 824, relata que el rey Indra (o Dharanindra) de la Dinastía Sailendra construyó un edificio sagrado llamado Venuvana, que significa «bosque de bambú». Para el arqueólogo holandés J.G. de Casparis, ese edificio mencionado en la inscripción es el de Mendut.
Cuando el templo fue descubierto, en 1836, estaba en ruinas y cubierto de vegetación. Las obras de restauración comenzaron en 1897 y se prolongaron hasta 1925. Algunos de los arqueólogos que estudiaron el yacimiento arqueológico fueron J.G. de Casparis, Theodoor van Erp y Arisatya Yogaswara.

## Arquitectura
La planta del templo es cuadrada, con 13,7 metros de lado. La base se encuentra a 3,7 metros sobre el suelo. El edificio tiene 26,4 metros de altura y está orientado hacia el noroeste. Las escaleras que se proyectan del lado noroeste están decoradas con estatuas de makaras en ambos lados y con bajorrelieves con escenas del cuento Jataka que narra las enseñanzas budistas con animales.
La terraza cuadrada que rodea el cuerpo del texto se destinaba a la Pradakshina, el ritual de circunvalación realizado por los peregrinos, que se mueven en el sentido de las agujas del reloj manteniendo el santuario a su derecha.
Las paredes exteriores están decoradas con bajorrelieves de bodisatvas (divinidades budistas) como Avalokitesvara, Maitreya, Cunda, Ksitigarbha, Samantabhadra, Mahakarunika Avalokitesvara, Vajrapani, Manjusri, Akashagarbha, Prajnaparamita, entre otras.
Originalmente, el templo tenía dos cámaras, una pequeña delante, y la gran cámara principal en el centro. El techo y algunas partes de la primera no existen. La parte más alta del techo también desapareció; se supone que tendría una estupa como pináculo del tamaño y del estilo de la del templo de Sojiwan, en el kabupaten de Klaten. La pared interior de la cámara frontal está decorada con bajorrelieves de Hariti rodeada de niños, Atavaka, Kalpataru y grupos de divinidades volando en el cielo.
La cámara principal tiene tres grandes estatuas de piedra. En el centro se alza la estatua de tres metros de altura del Buda Dhyani Vairocana, que libera a los devotos del karma del cuerpo. A la izquierda se encuentra la estatua del bodisatva Avalokitesvara, que libera del karma del habla. A la derecha se encuentra la estatua del bodisatva Vajrapani, que libera dl karma del pensamiento.

## Rituales
Actualmente, durante la luna llena de mayo o junio, los budistas de Indonesia celebran el Vesak, caminando desde Mendut hasta Borobudur pasando por Pawon. Los rituales en Mendut tienen forma de oración colectiva y pradakshina (circunvalución) y vuelta al templo.
Los javaneses en general y especialmente los que son seguidores del misticismo javanés tradicional Kelhawen, creen que rezar en Mendut puede satisfacer varios deseos, como la curación de enfermedades. El bajo relieve de Hariti, por ejemplo, es un lugar popular entre las parejas sin hijos para rezar por un hijo, pues en las creencias tradicionales javanesas, Harirti es un símbolo de fertilidad, la patrona de la maternidad y la protectora de los niños.